# Deborra-Lee Furness

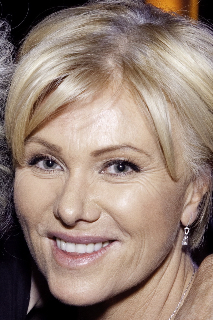
Deborra-Lee Furness (2009)

Deborra-Lee Furness AO (* 30. November 1955 in Australien) ist eine australische Schauspielerin. 

## Leben
Sie absolvierte die American Academy of Dramatic Arts in New York. Furness spielte in einigen Fernsehserien mit, unter anderen die Titelrolle in Correlli aus dem Jahr 1995. Neben ihrer Tätigkeit als Schauspielerin hat Furness zudem als Regisseurin und Produzentin gearbeitet sowie Drehbücher geschrieben. 
1996 heiratete sie den Schauspieler Hugh Jackman. Sie adoptierten zwei Kinder. 2023 trennten sich Furness und Jackman.
Für ihre Verdienste um Kinder als Adoptionsbefürworterin, um gemeinnützige Organisationen als Botschafterin und um die Kunst wurde sie 2022 zum Officer des Order of Australia ernannt.

## Filmografie (Auswahl)
- 1975: Division 4 (Fernsehserie, Episode The Human Factor)
- 1979: Prisoner (Fernsehserie, 3 Episoden)
- 1983: Kings (Fernsehserie)
- 1985: Glass Babies (Fernsehfilm)
- 1985: Crossover Dreams
- 1985: Nachbarn (Neighbours, Fernsehserie, 5 Episoden)
- 1986: The Humpty Dumpty Man
- 1986: Jenny küßte mich (Jenny Kissed Me)
- 1986: Highland Ranger (Cool Change)
- 1987: The Bit Part
- 1987: Schande (Shame)
- 1987: A Matter of Convenience (Fernsehfilm)
- 1987: Falcon Crest (Fernsehserie, Episode New Faces)
- 1988: Two Brothers Running
- 1988: Celia
- 1988: Act of Betrayal (Fernsehfilm)
- 1988: Ein Schrei in der Dunkelheit (A Cry in the Dark)
- 1990: Blue Heat – Einsame Zeit für Helden (The Last of the Finest)
- 1991: Homo Faber
- 1991: Waiting
- 1992: Die Zeitungsjungen (Newsies)
- 1993: Singapore Sling (Fernsehfilm)
- 1993: Stark (Fernsehserie, 3 Episoden)
- 1994: Halifax: Der Make-Up-Mörder (Halifax: The Feeding, Fernsehreihe)
- 1995–1996: Fire (Fernsehserie, 17 Episoden)
- 1995: Angel Baby
- 1995: Correlli (Fernsehserie, 10 Episoden)
- 1998: Mac Cool und der Piratenschatz (The Real Macaw)
- 2000: SeaChange (Fernsehserie, Episode Hungi Jury)
- 2004: Stories of Lost Souls
- 2006: Jindabyne – Irgendwo in Australien (Jindabyne)
- 2008: Sleepwalking
- 2009: Beautiful
- 2010: Die Legende der Wächter (Legend of the Guardians: The Owls of Ga'Hoole; Stimme)
- 2016: Hyde & Seek (Fernsehserie, 4 Episoden)